# كارل أكيمي
كارل أكيمي (بالإنجليزية: Carl Ikeme)‏ (8 يونيو 1986 المملكة المتحدة - ) هو لاعب كرة قدم نيجيري، يلعب كحارس مرمى.

## مسيرته الكروية
لعب كارل أكيمي خلال مسيرته الاحترافية مع 9 أندية في عشرون موسمًا ولم يسجل خلالها أي هدف ضمن 256 مباراة. ولم يفز بأي موسم بالكأس أو بالدوري.
خاض كارل أكيمي مسيرته مع نادي أكرينغتون ستانلي في موسم 2004–05 لمدة موسم واحد، مشاركًا في 3 مباريات ولم يسجل أي هدف. ثم انتقل إلى نادي وولفرهامبتون واندررز في موسم 2005–06 في المرة الأولى ليلعب معه أحد عشر موسمًا ثم في موسم 2012–13 ليلعب معه ستة مواسم، حيث شارك طوالها في 191 مباراة ولم يسجل أي هدف أيضًا. لينتقل بعدها إلى نادي شيفيلد يونايتد في موسم 2009–10 لمدة موسم واحد، مشاركًا في مباراتين ولم يسجل أي هدف أيضًا. ثم انتقل إلى نادي ليستر سيتي في موسم 2010–11 لمدة موسم واحد، مشاركًا في 5 مباريات ولم يسجل أي هدف أيضًا. هذا وانتقل لاحقًا إلى نادي ميدلزبره في موسم 2011–12 لمدة موسم واحد، مشاركًا في 10 مباريات ولم يسجل أي هدف أيضًا.

## روابط خارجية
- كارل أكيمي على موقع قاعدة بيانات كرة القدم.إي يو (الإنجليزية)
- كارل أكيمي على موقع ناشيونال فوتبول تيمز (الإنجليزية)
- كارل أكيمي على موقع Soccerbase.com (لاعب) (الإنجليزية)
- كارل أكيمي على موقع عالم كرة القدم.نت (الإنجليزية)